# Prueba de Draize
La prueba de Draize o test de Draize es una prueba de toxicidad aguda creada en 1944 por los toxicólogos John H. Draize y Jacob M. Spines, de la Administración de Alimentos y Medicamentos (FDA). Existen dos variantes de la prueba: la prueba de irritación cutánea aguda (o prueba de Draize para piel) y la prueba de irritación ocular aguda (o prueba de Draize para mucosas).
El procedimiento tiene dos variantes según se evalúe para mucosas o para la piel, y consiste en la aplicación de 0,5 ml o 0,5 g de la sustancia de prueba en el ojo o en la piel de un conejo, dejarla durante un periodo de tiempo, y después enjuagarla y tomar nota de sus efectos. Los animales son observados durante un máximo de 21 días en busca de señales de eritema y edema en la prueba para piel; y de enrojecimiento, inflamación, secreción, ulceración, hemorragia, opacidad o ceguera en la prueba ocular. En el caso de la prueba en mucosas se trata al animal con anestésicos locales o analgésicos durante el procedimiento. Por lo general, el sujeto de prueba es un conejo, aunque anteriormente se usaban también perros. Además, las sustancias químicas que hayan demostrado causar efectos adversos en pruebas in vitro no se utilizan en pruebas de Draize, reduciendo así la cantidad y severidad de las pruebas realizadas.
Las pruebas son polémicas. Son vistas como crueles y poco científicas por críticos debido a las diferencias entre los ojos de los conejos y los humanos, y la naturaleza subjetiva de las evaluaciones visuales. La FDA apoya las pruebas, indicando que "a la fecha, ninguna prueba o batería de pruebas ha sido aceptada por la comunidad científica como un reemplazo [para]... la prueba de Draize". Debido a su naturaleza controvertida, el uso de esta prueba ha declinado en los últimos años en Estados Unidos y Europa, y en ocasiones es modificada para que utilice anestesia y dosis menores de la sustancia de prueba.